# Stade Tahar-Zoughari
Le Stade Tahar Zoughari (en arabe : ملعب الطاهر زوقاري), est un stade omnisports situé dans la ville algérienne de Relizane dont la capacité est de 30.000 places, et revêtu en gazon artificiel 5e génération. Le club de football domicilié dans le stade est le Rapid Club de Relizane.

## Histoire
Le stade a été inauguré le 18 mars 1987 par un match amical entre l'Algérie et l'Olympique de Marseille.